# Nachrichtenblatt der Jüdischen Gemeinde von Groß-Berlin und des Verbandes der Jüdischen Gemeinden in der Deutschen Demokratischen Republik
Das Nachrichtenblatt der Jüdischen Gemeinde von Berlin und des Verbandes der Jüdischen Gemeinden in der Deutschen Demokratischen Republik bestand von 1953 bis 1990. Diese Vierteljahresschrift war bei all ihren Mängeln als Informations- und Unterhaltungsquelle ein Medium der jüdischen Selbstverständigung in der DDR.

## Geschichte
Nach Laurence Duchaine-Guillon (Universität Paris Ouest Nanterre La Défense) gab es in der Geschichte der Zeitschrift eine „Formierungsphase“ bis etwa 1970, eine zweite Phase der Umgestaltung (etwa 1971 bis 1985), sowie eine dritte und letzte Etappe etwa ab Mitte der 1980er Jahre, in der das Blatt eine Aktivierung des jüdischen Gemeindelebens widerspiegelt. Als Peter Kirchner in die Redaktion eintrat, öffnete sich nach ihrer Einschätzung die Zeitschrift für weltweite Entwicklungen und trat für einen jüdisch-christlichen Dialog ein. Auch literarische Beiträge hoben den inhaltlichen Anspruch.
Das Nachrichtenblatt erschien zuletzt vierteljährlich mit einer Auflage von 1800 bis 2000 Stück und ging sowohl in die jüdischen Gemeinden als auch an Interessierte, besonders in dafür aufgeschlossenen evangelischen Kirchengemeinden.
Ab 1982 nannte sich das Blatt Nachrichtenblatt des Verbandes der Jüdischen Gemeinden in der Deutschen Demokratischen Republik.

## Redaktion
Die Redaktion wurde durch ein Kollegium betrieben, das 1990 aus folgenden Mitgliedern bestand:
- Siegmund Rotstein, Chemnitz
- Peter Kirchner, Berlin
- Hans-Joachim Levy, Magdeburg
- Raphael Scharf-Katz, Erfurt

## Inhalte
Das Deckblatt war gewöhnlich mit der Fotografie eines jüdischen Kult- oder Gebrauchsgegenstandes versehen. Nach einer einleitenden Betrachtung folgten in den Ausgaben zunächst allgemeine geschichtliche und kulturgeschichtliche Aufsätze zu jüdischem Leben in Vergangenheit und Gegenwart, bezogen auf Orte in der DDR, aber auch auf Vorgänge im internationalen Judentum. Daran schlossen sich regionale Nachrichten aus den einzelnen Jüdischen Gemeinden der DDR an. Es folgten Buchbesprechungen, Rezepte, Mitteilungen über Neuzugänge der Berliner Jüdischen Bibliothek, Angaben zur Übertragung von Sabbatfeiern im DDR-Rundfunk, Anschriften und weitere organisatorische Mitteilungen, Gottesdienstzeiten der Berliner Synagoge „Friedenstempel“ sowie Geburtstagsgrüße und Trauerbekundungen zu verstorbenen Gemeindemitgliedern.

## Lizenzierung
Die Zeitschrift wurde vom Presseamt beim Vorsitzenden des Ministerrates der DDR seit dem 1. Juli 1963 lizenziert unter der Nummer 429.